# Vadumasonium volatum
Vadumasonium volatum är en stekelart som först beskrevs av Mason 1987.  Vadumasonium volatum ingår i släktet Vadumasonium och familjen bracksteklar. Inga underarter finns listade i Catalogue of Life.